# Badhan (Sanaag)
Pour les articles homonymes, voir Badhan et Baran.
Badhan (où Baran) (somali : Badhan ; arabe : برن) est une commune dans la région de Sanaag, au Somalie.

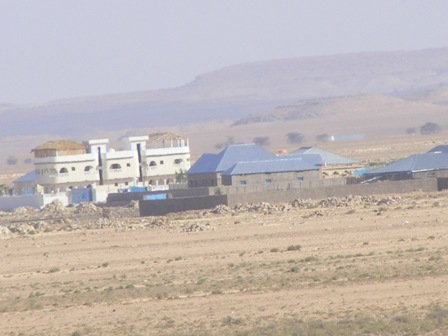
Vue de Badhan